# مسروق بن ابرهه

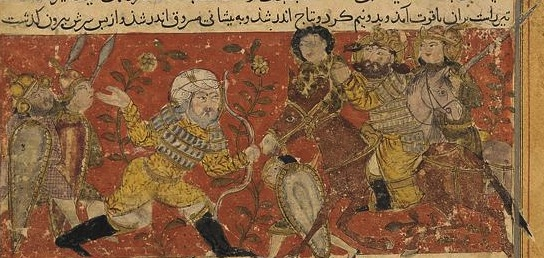
«تیر وهریز دیلمی، مسروق، حاکم حبشی یمن را می‌کُشد» مینیاتور ایرانی از تاریخ بلعمی

مسروق بن ابرهه (عربی: مسروق بن أبرهة) فرمانروای حبشی یمن از طرف حبشه بود که ذکر وی در روایات اسلامی ثبت شده‌است. او جانشین پدرش ابرهه بود. در سال ۵۷۰ میلادی در نبرد حضرموت که طی لشکرکشی وهریز به یمن اتفاق افتاد، بر اثر اصابت تیری که شخص وهریز انداخته بود، کشته شد. گزارش‌های ضد و نقیضی در مورد او وجود دارد.